# Halina Cieślińska-Brzeska

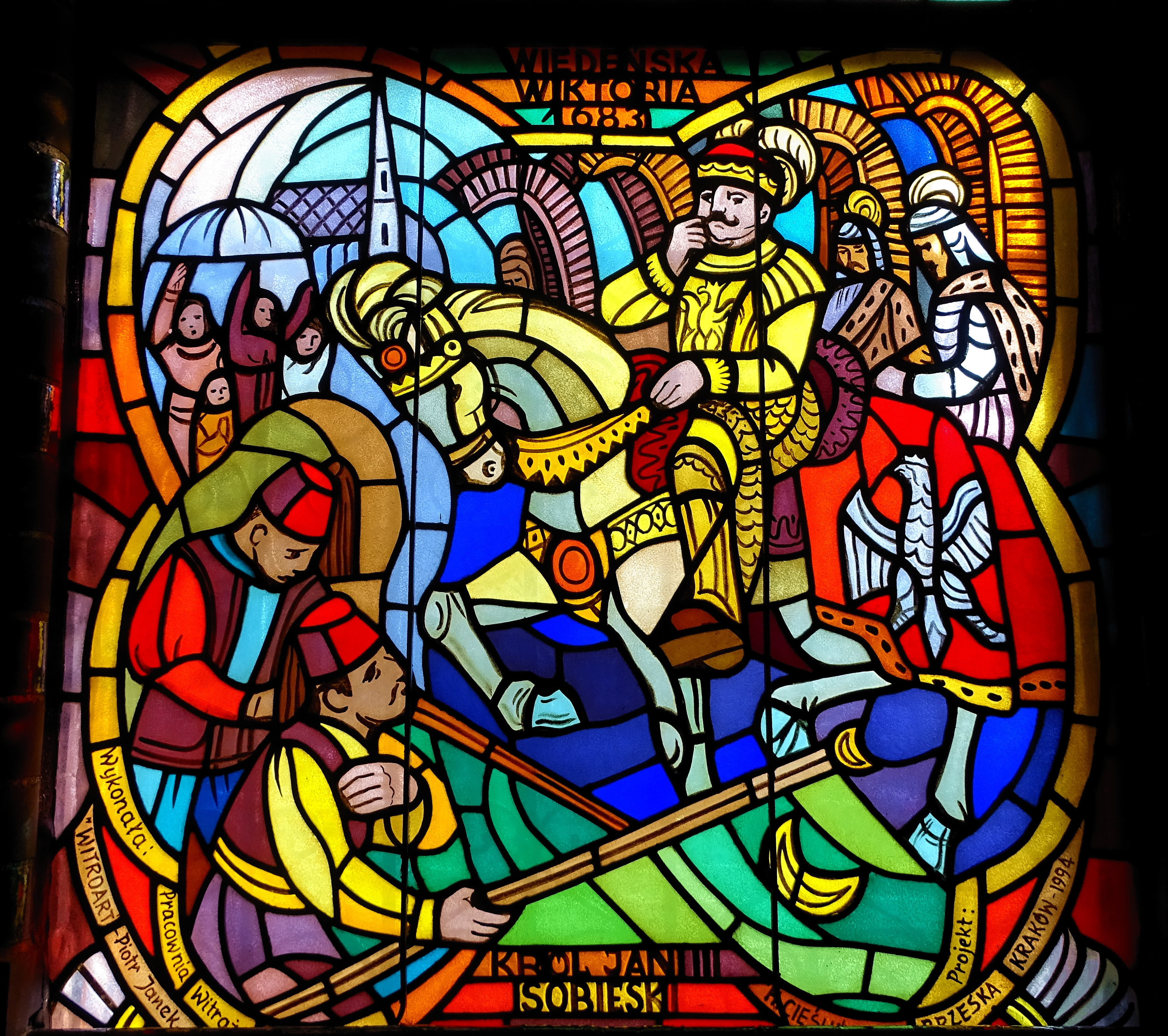
Witraż projektu Haliny Cieślińskiej-Brzeskiej. Kościół pw. św. Elżbiety we Wrocławiu przy ul. Grabiszyńskiej.

Halina Cieślińska-Brzeska (ur. 10 marca 1923 w Augustowie, zm. 29 października 2004) – polska malarka, animator kultury.

## Życiorys
W 1953 ukończyła studia na Akademii Sztuk Pięknych w Krakowie. W 1957 założyła Grupę Twórczą „Zachęta”, a w 1994 Zwierzynieckie Koło Przyjaciół Sztuk Wszelkich w Krakowie. Znana przede wszystkim jako projektantka witraży (jej witraże zdobią m.in. gmach ONZ w Nowym Jorku oraz kaplicę Czarnej Madonny w Częstochowie). Jej obrazy znajdują się w muzeach w Paryżu i Budapeszcie. Autorka kilku książek poświęconych kulturze (m.in. Wspomnienia Don Kichota. Część I, Kraków 2001; i Donkichotowe boje o sztukę polską. Część II, Kraków 2003).
Najważniejsze wystawy indywidualne: 
- Pałac Sztuki w Krakowie (1957, 1981, 1994),
- Muzeum Archidiecezjalne w Krakowie (1998).

Pochowana jest na Cmentarzu Salwatorskim w Krakowie.